# Néstor Gorosito
Néstor Raúl Gorosito (San Fernando, 14 april 1964) is een Argentijns voormalig profvoetballer en huidig voetbaltrainer.

## Carrière
Néstor Gorosito speelde tussen 1983 en 2000 voor River Plate, San Lorenzo Almagro, Swarovski Tirol, Universidad Católica en Yokohama Marinos.

## Argentijns voetbalelftal
Néstor Gorosito debuteerde in 1989 in het Argentijns nationaal elftal en speelde 19 interlands, waarin hij 1 keer scoorde.

## Erelijst
River Plate
- Primera División: 1985/86
- CONMEBOL Libertadores: 1986
- Wereldbeker voor clubteams: 1986

 Swarovski Tirol
- Bundesliga: 1989/90, 1990/91

 Universidad Católica
- Copa Interamericana: 1994
- Copa Chile: 1995

 Argentinië
- Copa América: 1993

Als trainer
 Tigre
- Copa de la Superliga: 2019

 Olimpia
- Primera División: 2020

Individueel als speler
- Topscorer Primera División: 1988/89

1 Goycochea ·
2 Vázquez ·
3 Altamirano ·
4 F. Basualdo ·
5 Redondo ·
6 Ruggeri ·
7 Medina ·
9 Batistuta ·
10 Simeone ·
11 Gorosito ·
12 Islas ·
13 Cáceres ·
14 Craviotto ·
15 Borelli ·
16 García ·
17 Zapata ·
18 Acosta ·
19 Zamora ·
20 Rodríguez ·
21 Scoponi ·
22 Mancuso ·
23 J. Basualdo ·
Coach: Basile